# The Chainsaw Hollies
The Chainsaw Hollies sind eine Powerpop-Band aus Dortmund.

## Geschichte
Gegründet wurde die Band 1993 von Axel Christian Ludwig, besser bekannt unter seinem Spitznamen „Atze“ Ludwig, ehemals Tourgitarrist der Ace Cats und dann bis 1990 Mitglied der Band Depp Jones, dem Gitarristen Tex Morton und dem Schlagzeuger Willi Henke. Zu Beginn probte auch noch Hagen Liebing mit, der sich dann aber auf seine Karriere als Redakteur konzentrierte. Nach wenigen Auftritten bekam die Band einen Plattenvertrag bei Sony Music Entertainment.
Für die Demo-Aufnahmen zum Debüt-Album Bob stellte Bela B. das Studio von Conny Plank zur Verfügung, mit dessen Lebensgefährtin Christa Fast er 1992 das Hörspiel Die Nixe / The Mermaid eingesprochen hatte, und die ihm das Studio danach für einige Zeit überlassen hatte. Die von Bela B. zusammen mit Rodrigo González produzierten Demo-Aufnahmen erschienen dann aber nicht auf dem Album, die Band hatte nicht den Anspruch, professionelle Tonträger zu veröffentlichen. Produziert wurde das Album dann vom Rainbirds-Bassisten Michael Beckmann. Der Titel Goin’ Up erschien auf einigen Promo-Samplern und als Single-Auskopplung. Ebenfalls auf der Single sind die Songs Stupid Hats und Soapsods des Albums zu hören.
The Chainsaw Hollies wurden danach von Gringo Records übernommen. Tex Morton schied bereits vor den Aufnahmen des zweiten Albums My One Weakness aus der Band aus und ging nach Berlin. Bei der zwischenzeitlich erschienenen EP Sarah Said, deren Titelsong auf mehreren Samplern erschien, wurde Morton durch Manu Münzel ersetzt, bei den Albumaufnahmen wurde auf einen vierten Mann verzichtet. My One Weakness war bereits 1996 eingespielt, für den Vertrieb des Tonträgers fand sich nach dem Wegfall von Metronome Records aber erst 1997 der Plattenverlag Intercord. Beim Titel Saturday, der auch als Single-Auskopplung erschien, unterstützten Musiker der Bands Die Ärzte, T.A.S.S., Samael und Grip Inc. Mit einer englischsprachigen Coverversion Cry For Love des Ärzte-Songs Schrei nach Liebe waren die Chainsaw Hollies 1997 auf dem Tribut-Album GötterDÄmmerung – Tribut An Die Beste Band Der Welt vertreten und traten 1998 auch als Tour-Support der Ärzte auf.
1999 erschien das vorerst letzte Album mit dem Titel Lifetime Guarantee. Das Cover-Artwork zeichnete der US-amerikanische Künstler Frank Kozik. Der Song Down The Lane erschien im Rahmen mehrerer Kompilationen und auch auf der EP It's A Good Life, auf der sich auch Cry For Love wiederfindet. Laut Bandangabe ist das Album Teil einer Trilogie, bei der im Mittelpunkt stand, dass alle Titel live exakt so wiedergegeben werden können.
Seit 2000 erschienen keine Veröffentlichungen mehr. Eine Auflösung der Band gab es bis heute nicht.

## Diskografie

### Alben
- 1994: Bob (Dragnet / Sony Music Entertainment)[13]
- 1997: My One Weakness (Gringo)[14]
- 1999: Lifetime Guarantee (Alternation)[15]

### EPs, Maxi-Singles, Singles
- 1994: Goin’ Up (Sony Music Entertainment)[6]
- 1997: Sarah Said (Gringo)[16]
- 1997: Saturday (Gringo)[7]
- 1998: Christmas in Shacktown Too (Semaphore)[17]
- 2000: It's a Good Life (Intercord)[11]
- 2000: Photographs (Intercord)[18]

### Kompilationen
- 1994: Goin’ Up, Beitrag zum Promosampler Dragnet 54, Sony Music Entertainment/Dragnet[19]
- 1994: Goin’ Up, Samplerbeitrag zu Headful Of Rock 2, Dragnet / Sony Music Entertainment[20]
- 1994: Goin’ Up, Beitrag zum Promosampler Sony - 1994 11 What's New Nov/Dez '94, Columbia[21]
- 1997: Cry for Love (Schrei nach Liebe), Samplerbeitrag zu GötterDÄmmerung, Gringo (Doppel-CD)[9]
- 1997: Sarah Said, Samplerbeitrag zu Rolling Stone: New Voices Vol. 16, Rolling Stone (Heft-CD)[22]
- 1998: Sarah Said, Samplerbeitrag zu Musikexpress 017, Musikexpress/Alternation (Heft-CD)[23]
- 1999: Sarah Said, Samplerbeitrag zu VW Volkswagen Sound Foundation Compilation, Warner Special Marketing (Doppel-CD)[24]
- 2000: Down the Lane auf dem Soundtrack zum Film Kaliber Deluxe, Eastwest Records[25]
- 2000: Down the Lane, Split-Single-Beitrag, Eastwest[26]